# Original (snus)
Original är ett varunamn för snus, producerat av Kungssnus (ägt av Duderhof AB). Det saluförs som snussats och som aromämne för snus.
"Original" är smaksatt för att efterlikna äldre tiders snus. Förr lagrades och fraktades snuset i tobaksfjärdingar och tobakssorten var en helt annan än idag. Även tillverkningsprocessen var en annan. Smakaromer är tillsatta för att det skall smaka som förr.